# トレーニングパンツ (下着)
トレーニングパンツは、幼児のおむつ離れを促すために使う、トイレットトレーニング用の下着である。

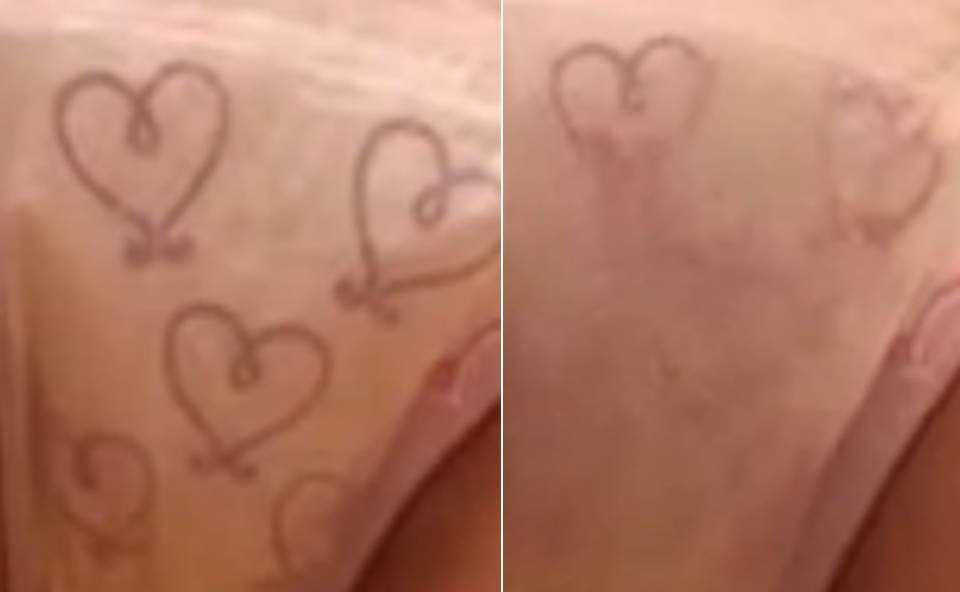
ウェットインジケーターで濡れると色が変わるパンツ

## 種類
布タイプ
クロッチには尿が漏れないように内側の布と外側の布の間に防水生地が入っている。紙タイプのものが登場するまでは主流のタイプ。
紙タイプ
パンツタイプの紙おむつと似ているが、尿を漏らした時には皮膚が濡れたような感じで不快感を与えるように作られている。1990年代にユニ・チャームからトレパンマンが発売され、現在では他社でも紙タイプのものが発売されている。布パンツに付けて使うパッドタイプのものもある。